# Mike Melvill

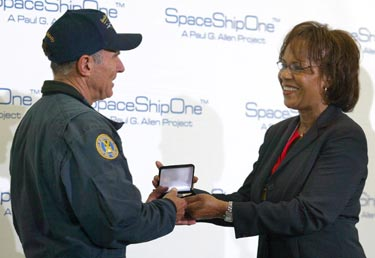
Melvill får de första kommersiella astronautvingarna av Patricia G. Smith.

Mike Melvill, född november 1941, är en testpilot ifrån Sydafrika som flyttat till USA. Han har bland annat flugit SpaceShipOne och White Knight för Scaled composites.
Den 21 juni 2004 blev han den första person som flög ut i rymden i ett helt privatfinansierat projekt.